# World Series of Poker

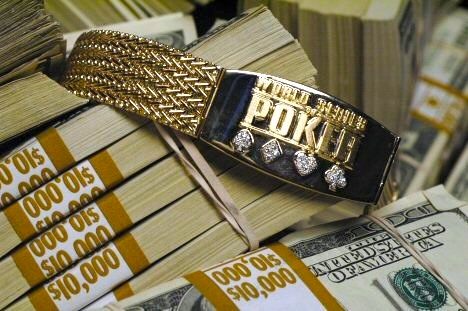
Prispengar och armband från WSOP 2005.

Den största och mest kända pokerturneringen i världen är World Series of Poker (WSOP) som hålls årligen sedan 1970 på kasinot Binion's Horseshoe Casino i Las Vegas i USA, men sedan 2005, när över 5 000 spelare ställde upp i huvudevenemanget spelades de inledande dagarna i konferensrummet på Rio, ett jättekasino också beläget i Las Vegas. Detta var efter att Harrah's Entertainment köpt upp Binion's och World Series of Poker-varumärket. 
WSOP varar flera veckor och innehåller många tävlingar för olika pokerspel. I den slutliga tävlingen, den mest prestigefyllda, spelas no limit Texas hold'em. Inköpet i denna sluttävling är 10 000 USA-dollar och förstapriset är på flera miljoner dollar. När man talar om "världsmästaren i poker" menar man normalt vinnaren i just denna sista tävling. Alla oavsett nationalitet och kön kan ställa upp i WSOP och tävla på lika villkor (man måste dock vara minst 21 år gammal). Vill man inte köpa en plats i tävlingen genom att betala inköpet direkt finns det särskilda deltävlingar, satelliter, där man för ett mindre inköp tävlar om ett antal platser i huvudtävlingen. 
Inte bara Texas hold'em utan även andra pokervarianter spelas i World Series of Poker, bland annat Omaha hold'em, Sjustöt och lowball. Inköpen varierar men är i regel mellan $1 000 och $5 000 med några undantag, bland annat $10 000 Pot Limit Omaha och sedan 2006, $50 000 H.O.R.S.E.. Alla grenar spelas inte som no limit, utan även straight limit och pottlimit förekommer.

## Armband
Sedan 1976 får vinnaren i varje turnering, förutom prispengar, ett armband. 

## Main Event
Nedan följer varje års vinnare av Main Event, tillsammans med en kort beskrivning. För mer information, klicka på årtalet för varje WSOP-tävling.

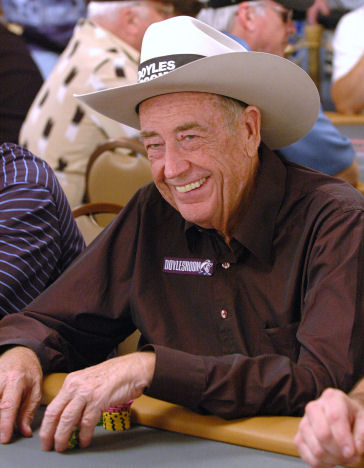
Doyle Brunson, vinnare av Main Event 1976 och 1977.

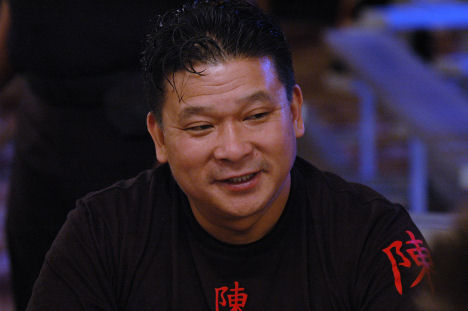
Johnny Chan, vinnare av Main Event 1987 och 1988.

| År   | Vinnare / Vinnande hand            | Pris (USD) | Deltagare | Tvåa / Förlorande hand   |
| ---- | ---------------------------------- | ---------- | --------- | ------------------------ |
| 1970 | Johnny Moss1                       |            | 7         |                          |
| 1971 | Johnny Moss                        | 30 000     | 6         | Walter "Puggy" Pearson   |
| 1972 | Thomas "Amarillo Slim" Preston K J | 80 000     | 8         | Walter "Puggy" Pearson   |
| 1973 | Walter "Puggy" Pearson A♠ 7♠       | 130 000    | 13        | Johnny Moss K♥ J♠        |
| 1974 | Johnny Moss                        | 160 000    | 16        | Crandall Addington       |
| 1975 | Brian "Sailor" Roberts 9♠ 9♥       | 210 000    | 21        | Bob Hooks A♣ K♦          |
| 1976 | Doyle Brunson 10♠ 2♠               | 220 000    | 22        | Jesse Alto A♠ J♦         |
| 1977 | Doyle Brunson 10♠ 2♥               | 340 000    | 34        | Gary Berland 8♥ 5♣       |
| 1978 | Bobby Baldwin Q♦ Q♣                | 210 000    | 42        | Crandall Addington 9♦ 9♣ |
| 1979 | Hal Fowler 7♠ 6♦                   | 270 000    | 54        | Bobby Hoff A♣ A♥         |
| 1980 | Stu Ungar 5♠ 4♠                    | 385 000    | 73        | Doyle Brunson A♥ 7♠      |
| 1981 | Stu Ungar A♥ Q♥                    | 375 000    | 75        | Perry Green 10♠ 9♦       |
| 1982 | Jack Straus A♥ 10♠                 | 520 000    | 104       | Dewey Tomko A♦ 4♦        |
| 1983 | Tom McEvoy Q♦ Q♠                   | 540 000    | 108       | Rod Peate K♦ J♦          |
| 1984 | Jack Keller 10♥ 10♠                | 660 000    | 132       | Byron Wolford 6♥ 4♥      |
| 1985 | Bill Smith 3♠ 3♥                   | 700 000    | 140       | T. J. Cloutier A♦ 3♣     |
| 1986 | Berry Johnston A♠ 10♥              | 570 000    | 141       | Mike Harthcock A♦ 8♦     |
| 1987 | Johnny Chan A♠ 9♣                  | 625 000    | 152       | Frank Henderson 4♦ 4♣    |
| 1988 | Johnny Chan J♣ 9♣                  | 700 000    | 167       | Erik Seidel Q♣ 7♥        |
| 1989 | Phil Hellmuth Jr 9♠ 9♣             | 755 000    | 178       | Johnny Chan A♠ 7♠        |
| 1990 | Mansour Matloubi 10♥ 10♠           | 895 000    | 194       | Hans Lund A♦ 9♣          |
| 1991 | Brad Daugherty K♠ J♠               | 1 000 000  | 215       | Don Holt 7♥ 3♥           |
| 1992 | Hamid Dastmalchi 8♥ 4♣             | 1 000 000  | 201       | Tom Jacobs J♦ 7♠         |
| 1993 | Jim Bechtel J♣ 6♥                  | 1 000 000  | 220       | Glenn Cozen 7♠ 4♦        |
| 1994 | Russ Hamilton K♠ 8♥                | 1 000 000  | 268       | Hugh Vincent 8♣ 5♥       |
| 1995 | Dan Harrington 9♦ 8♦               | 1 000 000  | 273       | Howard Goldfarb A♥ 7♣    |
| 1996 | Huck Seed 9♦ 8♦                    | 1 000 000  | 295       | Bruce Van Horn K♣ 8♣     |
| 1997 | Stu Ungar A♥ 4♣                    | 1 000 000  | 312       | John Strzemp A♠ 8♣       |
| 1998 | Scotty Nguyen J♦ 9♣                | 1 000 000  | 350       | Kevin McBride Q♥ 10♥     |
| 1999 | Noel Furlong 5♣ 5♦                 | 1 000 000  | 393       | Alan Goehring 6♥ 6♣      |
| 2000 | Chris Ferguson A♠ 9♣               | 1 500 000  | 512       | T. J. Cloutier A♦ Q♣     |
| 2001 | Juan Carlos Mortensen K♣ Q♣        | 1 500 000  | 613       | Dewey Tomko A♠ A♥        |
| 2002 | Robert Varkonyi Q♦ 10♠             | 2 000 000  | 631       | Julian Gardner J♣ 8♣     |
| 2003 | Chris Moneymaker 5♦ 4♠             | 2 500 000  | 839       | Sam Farha J♥ 10♦         |
| 2004 | Greg Raymer 8♠ 8♦                  | 5 000 000  | 2 576     | David Williams A♥ 4♠     |
| 2005 | Joe Hachem 7♣ 3♠                   | 7 500 000  | 5 619     | Steve Dannenmann A♦ 3♣   |
| 2006 | Jamie Gold Q♠ 9♣                   | 12 000 000 | 8 773     | Paul Wasicka 10♥ 10♠     |
| 2007 | Jerry Yang 8♦ 8♣                   | 8 250 000  | 6 358     | Tuan Lam A♦ Q♦           |
| 2008 | Peter Eastgate A♦ 5♠               | 9 152 416  | 6 844     | Ivan Demidov 4♥ 2♥       |
| 2009 | Joe Cada 9♦ 9♣                     | 8 546 435  | 6 494     | Darvin Moon Q♦ J♦        |
| 2010 | Jonathan Duhamel A♠ J♥             | 8 944 138  | 7 319     | John Racener K♦ 8♦       |
| 2011 | Pius Heinz A♠ K♣                   | 8 715 638  | 6 865     | Martin Staszko 10♣ 7♣    |
| 2012 | Greg Merson K♦ 5♦                  | 8 527 982  | 6 598     | Jesse Sylvia Q♠ J♠       |
| 2013 | Ryan Riess A♥ K♥                   | 8 361 570  | 6 352     | Jay Farber Q♠ 5♠         |
| 2014 | Martin Jacobson 10♥ 10♦            | 10 000 000 | 6 683     | Felix Stephensen A♥ 9♥   |
| 2015 | Joe McKeehen                       | 7 683 346  | 6 420     | Joshua Beckley           |
| 2016 | Qui Nguyen                         | 8 005 310  | 6 737     | Gordon Vayo              |
| 2017 | Scott Blumstein                    | 8 150 000  | 7 221     | Daniel Ott               |
| 2018 | John Cynn                          | 8 800 000  | 7 874     | Tony Miles               |
| 2019 | Hossein Ensan                      | 10 000 000 | 8 569     | Dario Sammartino         |

1 vinst genom omröstning

## Player of the Year
Sedan 2004 har pokerspelaren med mest påsamlade poäng under årets gång utsetts till Player of the Year (sv. Årets Spelare). 2006-2008 räknades inte Main Event med i poängberäkningen.
| År   | Vinnare          | Armband | Finalbord | Antal ITM-placeringar |
| ---- | ---------------- | ------- | --------- | --------------------- |
| 2004 | Daniel Negreanu  | 1       | 5         | 6                     |
| 2005 | Allen Cunningham | 1       | 4         | 5                     |
| 2006 | Jeff Madsen      | 2       | 4         | 4                     |
| 2007 | Tom Schneider    | 2       | 3         | 3                     |
| 2008 | Erick Lindgren   | 1       | 3         | 5                     |
| 2009 | Jeff Lisandro    | 3       | 4         | 6                     |
| 2010 | Frank Kassela    | 2       | 3         | 6                     |
| 2011 | Ben Lamb         | 1       | 4         | 5                     |
| 2012 | Greg Merson      | 2       | 2         | 5                     |
| 2013 | Daniel Negreanu  | 2       | 4         | 10                    |
| 2014 | George Danzer    | 3       | 5         | 10                    |
| 2015 | Mike Gorodinsky  | 1       | 3         | 8                     |
| 2016 | Jason Mercier    | 2       | 4         | 11                    |
| 2017 | Chris Ferguson   | 1       | 4         | 23                    |
| 2018 | Shaun Deeb       | 2       | 5         | 20                    |